# Cyrille Watier
Cyrille Watier (Lorient, 25 giugno 1972) è un ex calciatore francese, di ruolo attaccante.

## Caratteristiche tecniche
Giocava come centravanti.

## Palmarès

### Club

#### Competizioni nazionali
- Championnat National: 1

Lorient: 1994-1995